# Rozhledna na Chełmci
Rozhledna na Chełmci (polský název Wieża widokowa na Chełmcu) se nachází na stejnojmenné hoře, ve Valbřišských horách (Střední Sudety) (polský název Góry Wałbrzyskie) na území města Szczawno-Zdrój v okrese Valbřich v Dolnoslezském vojvodství v Polsku, jejíž nejvyšší vrchol sahá do výše 851 m n. m. Vrch Chełmiec, je druhým nejvyšším vrcholem Valbřišských hor, předčí jej pouze Borová hora (polský název Góra Borowa) 853 m n. m.

## Obecný přehled
Kamenná rozhledna z roku 1888, byla postavena jako kopie zříceniny hradu Stary Książ, dosahuje výšky 22 m. Rozhledna je otevřena v období od dubna do října od 10:00 do 18:00 a to v časovém intervalu 30 minut.
Na vrcholu Chełmiecu stojí také nejvyšší kříž v Polsku s výškou 45 m, který byl vysvěcen v roce 2000.
Na vrchol hory vede několik turistických stezek. Nejjednodušší a nejméně náročnější cesta je po zelené turistické značce. Lze se na ní vydat z městečka Boguszów-Gorce, na jehož náměstí stojí nejvýše položená radnice v Polsku, která se nachází v nadmořské výšce 591 m. Odtud zelená značka pokračuje ke křížové cestě (polský název Droga Krzyżowa Trudu Górniczego), věnováné havířům z místních dolů a dále strměji do lesa na vrchol hory.
Během cesty se turistické trasy protínají, takže si lze vybrat. Druhou možností je žlutá turistická značka, po které lze rovněž pokračovat na vrchol hory.

## Rozhled
Z vrcholové věže je kruhový výhled na Krkonoše, Stolové hory (polský název Góry Stołowe), Valbřišské hory, město Valbřich, Soví hory (polský název Góry Sowie), Masiv Slezy a za dobré viditelnosti i Vratislav. Jedinou nevýhodou je pouze to, že v těsné blízkosti rozhledny se nacházejí vysílače, které mohou v záběrech fotoaparátů působit rušivým dojmem.